# Пустошка (Шекснинский район)
Пустошка — деревня в Шекснинском районе Вологодской области.
Входит в состав сельского поселения Ершовского, с точки зрения административно-территориального деления — в Ершовский сельсовет.
Расстояние по автодороге до районного центра Шексны — 30,7 км, до центра муниципального образования Ершово — 5,7 км. Ближайшие населённые пункты — Заозерье, Никольское, Игнатовское.
По переписи 2002 года население — 4 человека.